# 기누가사 쓰요시
기누가사 쓰요시(일본어: 衣笠 剛, 1949년 1월 21일 ~ )는 일본의 기업인이며  주식회사 야쿠르트 구단의 대표이사 사장 겸 오너 대행이다. 또한 일본 바운드 테니스협회 회장과 공익재단법인 일본체육협회 평의원으로 재임 중이다.

## 약력
에히메현 오즈시 출신으로 니혼 대학 경제학부를 졸업한 후, 1991년 야쿠르트 혼샤에 입사했다. 입사 후에는 영업 부문·해외 부문 담당을 거친 뒤 일본에서 고안된 평생 스포츠 바운드 테니스의 보급에 주력했다. 그 후 야쿠르트 혼샤 홍보실로 옮긴 이후에는 홍보가 주 업무가 됐다.